# Арлінгтон (Нью-Йорк)
Арлінгтон (англ. Arlington) — переписна місцевість (CDP) в США, в окрузі Дачесс штату Нью-Йорк. Населення — 3010 осіб (2020).

## Географія
Арлінгтон розташований за координатами 41°41′45″ пн. ш. 73°53′56″ зх. д. / 41.69583° пн. ш. 73.89889° зх. д. (41.695869, -73.898881).  За даними Бюро перепису населення США в 2010 році переписна місцевість мала площу 1,73 км², уся площа — суходіл.

## Демографія
Згідно з переписом 2010 року, у переписній місцевості мешкала 4061 особа в 1222 домогосподарствах у складі 721 родини. Густота населення становила 2348 осіб/км².  Було 1339 помешкань (774/км²).
Расовий склад населення:
| - 63,4 % — білих - 16,4 % — чорних або афроамериканців - 8,1 % — азіатів - 0,9 % — корінних американців - 5,4 % — осіб інших рас |

До двох чи більше рас належало 5,9 %. Частка іспаномовних становила 14,1 % від усіх жителів.
За віковим діапазоном населення розподілялося таким чином: 18,6 % — особи молодші 18 років, 73,5 % — особи у віці 18—64 років, 7,9 % — особи у віці 65 років та старші. Медіана віку мешканця становила 22,9 року. На 100 осіб жіночої статі у переписній місцевості припадало 83,3 чоловіків;  на 100 жінок у віці від 18 років та старших — 80,6 чоловіків також старших 18 років.
Середній дохід на одне домашнє господарство  становив 53 565 доларів США (медіана — 42 208), а середній дохід на одну сім'ю — 65 871 долар (медіана — 55 298). За межею бідності перебувало 19,1 % осіб, у тому числі 19,4 % дітей у віці до 18 років та 14,8 % осіб у віці 65 років та старших.
Цивільне працевлаштоване населення становило 1646 осіб. Основні галузі зайнятості: освіта, охорона здоров'я та соціальна допомога — 56,4 %, мистецтво, розваги та відпочинок — 10,9 %, роздрібна торгівля — 7,8 %, науковці, спеціалісти, менеджери — 6,6 %.